# Parachironomus cryptotomus
Parachironomus cryptotomus är en tvåvingeart som först beskrevs av Jean-Jacques Kieffer 1915.  Parachironomus cryptotomus ingår i släktet Parachironomus och familjen fjädermyggor.
Artens utbredningsområde är Tyskland. Inga underarter finns listade i Catalogue of Life.